# Крек (кокаїн)

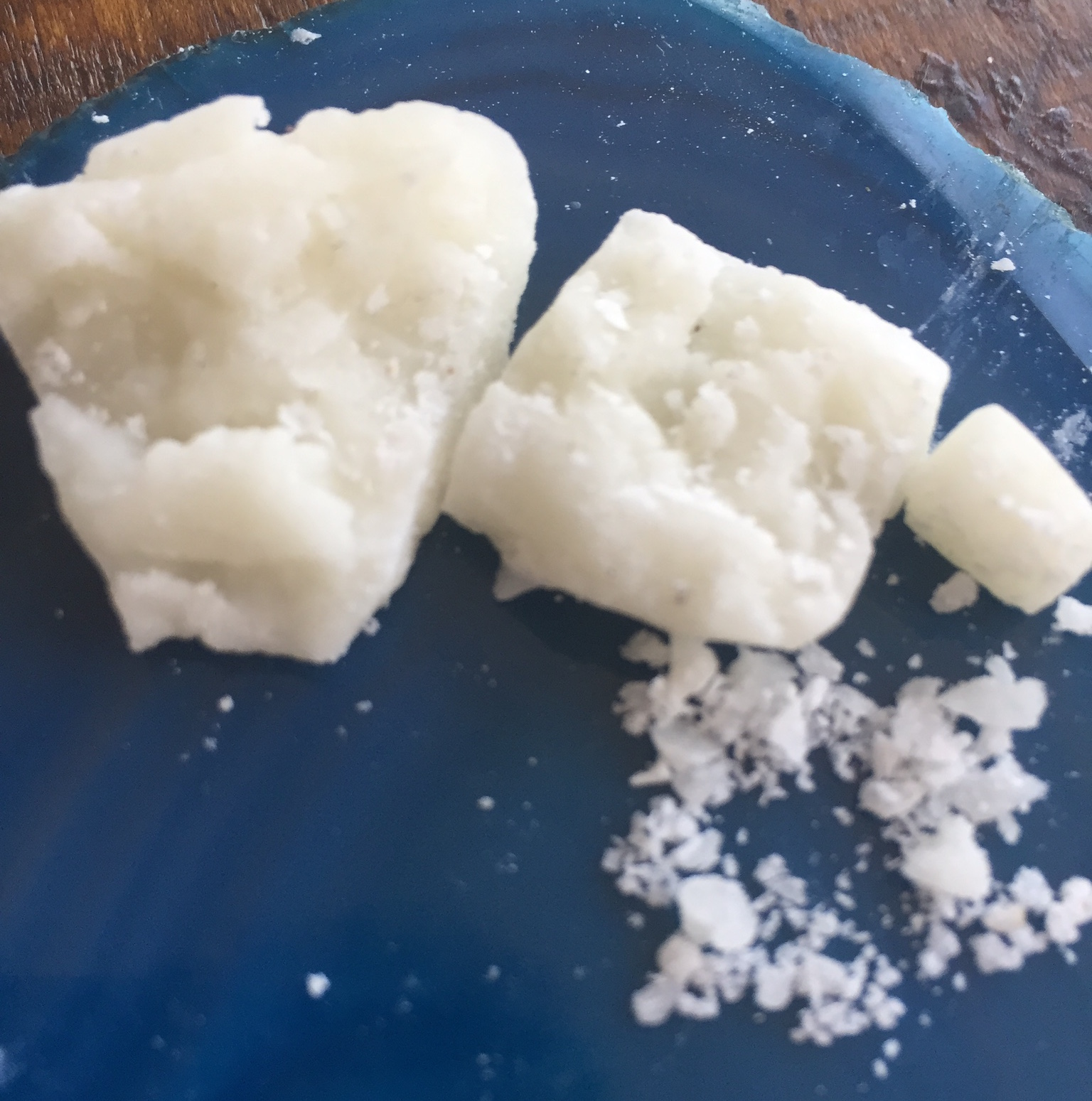
Два грами креку

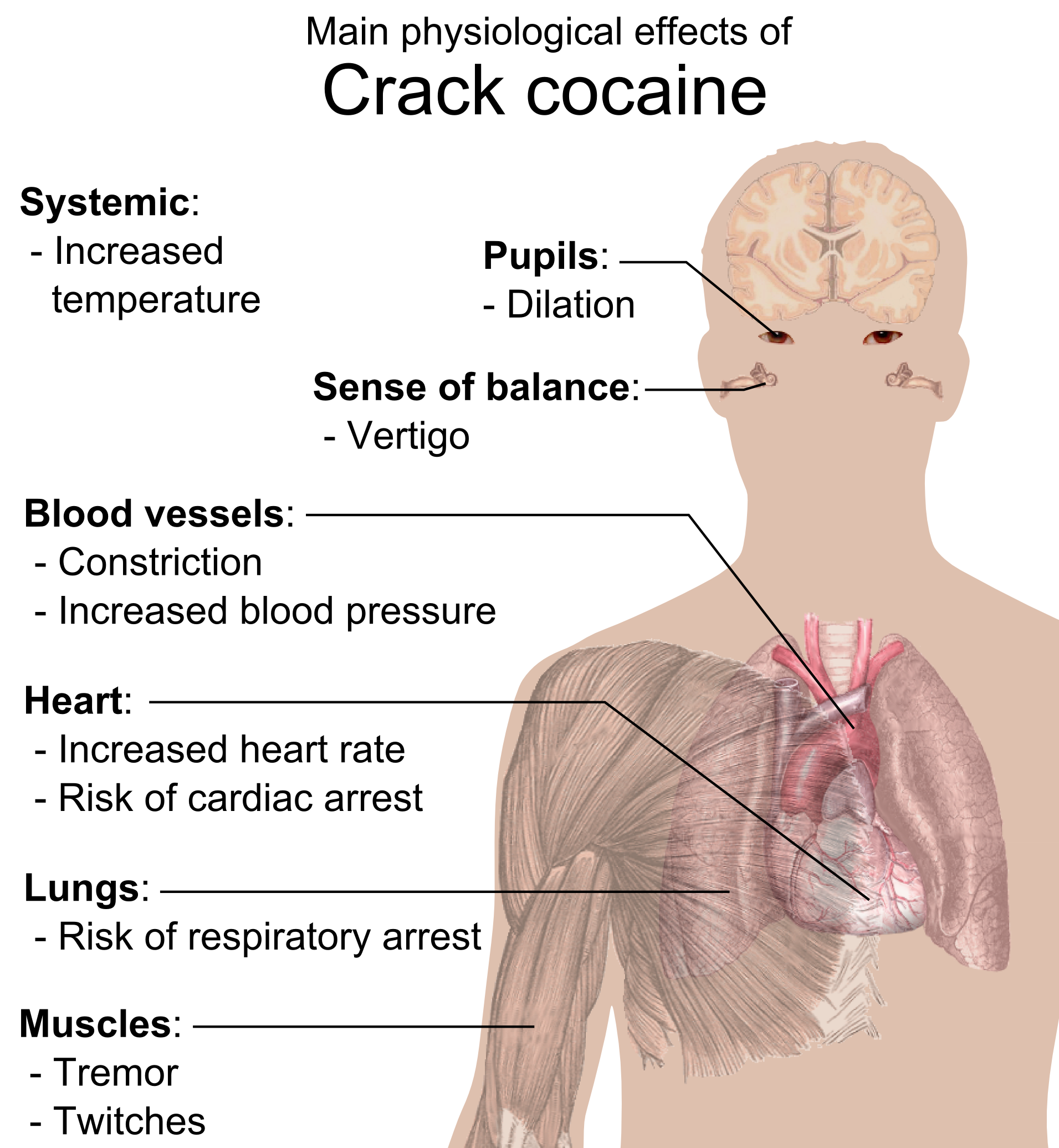
Серед ризиків вживання креку наявні зупинка серця та зупинка дихання

Крек — кристалічна форма кокаїну, що утворюється внаслідок реакції кокаїну гідрохлориду з харчовою содою чи іншою хімічною основою.
Ефект ейфорії, на відміну від кокаїну (від 20 до 60 хвилин) у крека триває до 10 хвилин. Якщо при інтраназальному вживанні кокаїну наркотик всмоктується в кров повільно, то при палінні наркотик всмоктується майже миттєво.
Наркомани, що палять крек, називають себе «крекерами»,[джерело?] а притони, де вживають цей наркотик, називаються «крек-хаусами» (crack-house).

## Історія
Ймовірно, крек винайшли у США у 1970-х роках як аналог до пасти коки, яку вживали в Латинській Америці шляхом куріння. Початково приготування креку із кокаїну і його вживання називалося терміном «фрібейзинг» (англ. freebasing — «вивілення основи»), а сама речовина була відома як «фрібейз» (англ. freebase cocaine).
Наприкінці 1970-х років методика приготування креку все ще була маловідомою серед широких верств населення, однак її популярність поступово зростала. Цьому сприяв, зокрема, широко висвітлений в американських ЗМІ випадок, коли комік Річард Прайор випадково підпалив себе під час вживання фрібейзу, ледь переживши важкі опіки.
В середині 1980-х років крек отримували змішуванням кокаїну, харчових лужних розчинів і води, після чого суміш висушували або випарювали. Крек став масовим наркотиком у нетрях таких міст, як Нью-Йорк і Амстердам.[джерело?]
У 1985 році газета The New York Times опублікувала статтю про епідемію фрібейзу, в якій було вжито термін «крек» (англ. crack — тріск, хрускіт). Ця назва закріпилася. Нову назву наркотик отримав через потріскування при курінні.
У 1986 році американський журнал Time назвав крек «проблемою року». Того ж року, у розпал «війни з наркотиками», в США було прийнято закон про мінімальний 5-річний обов'язковий строк у федеральний в'язниці за володіння 5 грамами креку, хоча щодо порошкової форми кокаїну (кокаїну гідрохлориду) така ж міра покарання встановлювалася за володіння 500 грамами.

## Дія

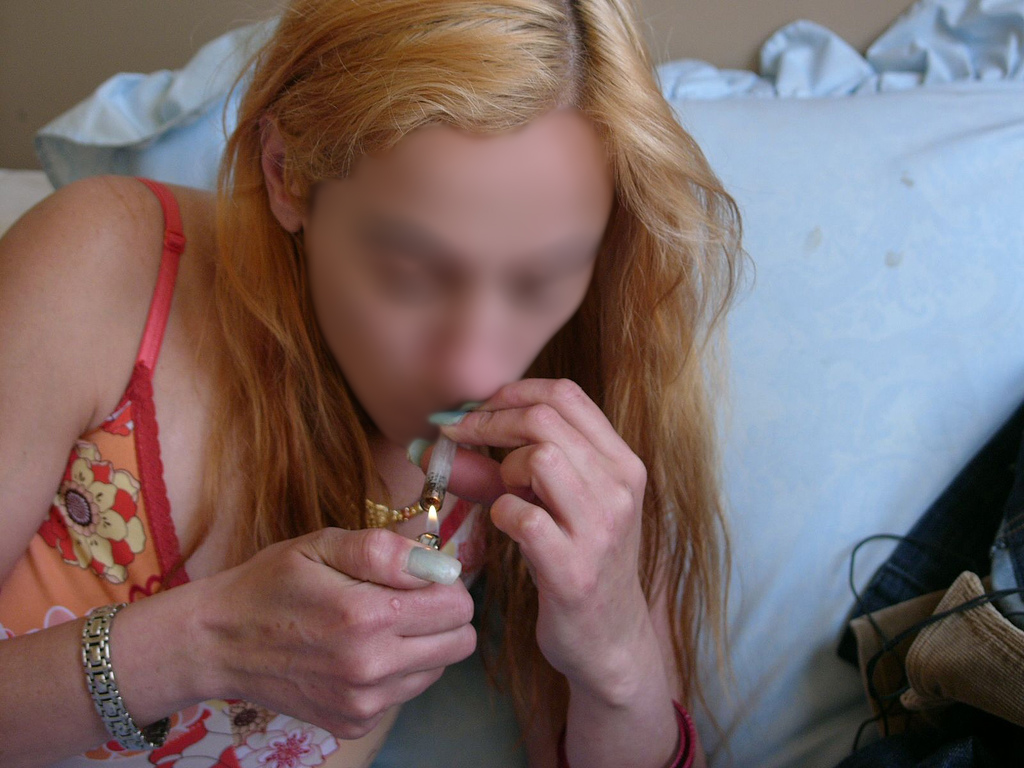
Жінка, що курить крек через скляну люльку

При курінні крека наркотик всмоктується всією обширною поверхнею альвеол легень. Потрапивши в кров легеневих судин, кокаїн у декілька разів швидше, ніж при вдиханні через ніс, потрапляє через гематоенцефалічний бар'єр у мозок, що спричиняє більшу ймовірність залежності.[джерело?]
Прийом креку викликає викид у мозок значної кількості дофаміну, що спричиняє відчуття ейфорії. Цей стан триває приблизно 10 хвилин, після чого рівень дофаміну у мозку різко зменшується, і настає його дефіцит. Це спричиняє відчуття депресії, ейфорію замінює тривожна дратівливість.
Швидкість виникнення психічної залежності при курінні креку вища, ніж при внутрішньовенному введенні кокаїну.[джерело?]
Наступні вживання наркотику викликають менше відчуття ейфорії, хоча залежні прагнуть повторити відчуття першої дози. Таким чином крек викликає залежність і стає щоденною потребою.

## Політичні скандали
У 1990 році мер округу Колумбія Меріон Беррі був зафіксований на відео під час куріння креку. Це призвело до його арешту та шестимісячного ув'язнення у федеральній в'язниці.
У 2013 році мер Торонто Роб Форд був зафільмований під час куріння креку. Наступного року він помер від раку.
У 2020 році в мережі з'явилися декілька відео, де син кандидата в президенти США Гантер Байден курить крек.